# 米爾扎·納斯魯拉汗
米爾扎·納斯魯拉汗·納伊尼（波斯語：میرزا نصرالله خان نایینی；1840年—1907年9月13日）是第一任伊朗總理。他在1906年波斯憲法落實後成為伊朗總理，成立了第一個合法的伊朗政府，政府在1906年10月7日獲國會通過。納斯魯拉汗在此前曾任外交部部長。他在逝世後被葬在塔傑里什（Tajrish）的伊瑪目扎德薩利赫清真寺（Imamzadeh Saleh）。

## 早年
納斯魯拉汗在1840年出生於一個宗教領袖的家庭，在納因成長，及後遷到德黑蘭。他在政府部門工作，在1898年被提拔至外交部部長。

## 總理
1906年，波斯憲法得以落實，納斯魯拉汗成為了第一位伊朗總理。他在1907年3月17日請辭，內閣直至同年4月1日才缷任，阿里·阿斯加爾汗成為新一任總理。

## 註腳
1. ↑  Algar 1973，第203頁